# Грос-Флотов
Грос-Флотов (нем. Groß Flotow) — коммуна в Германии, в земле Мекленбург — Передняя Померания. 
Входит в состав района Мюриц. Подчиняется управлению Пенцлинер Ланд.  Население составляет 158 человек (на 31 декабря 2006 года). Занимает площадь 14,53 км². Официальный код  —  13 0 56 016.